# 特莫伊爾角
59°2′S 26°40′W / 59.033°S 26.667°W
特莫伊爾角（英語：Turmoil Point），是南極洲的海岬，位於南桑威奇群島的布里斯托爾島西端，海拔高度400米，由英國南極名稱諮詢委員會命名，現時由英國海外領土管轄。